# Sardar Muhammad Aslam
Sardar Muhammad Aslam Baggra (ur. w 1910 w Lyallpurze) – indyjski hokeista na trawie, mistrz olimpijski z Los Angeles (1932). 
Były to jedyne igrzyska w jego karierze. Wystąpił jako rezerwowy w spotkaniu z reprezentacją Stanów Zjednoczonych, które Hindusi wygrali wysoko 24-1 (Hindusi grali jeszcze tylko z Japonią (wygrali 11–1), gdyż tylko 3 drużyny startowały). Aslam nie strzelił jednak żadnego gola.